# Urs Widmer
Urs Widmer (Bázel, 1938. május 21. – Zürich, 2014. április 2.) svájci regényíró, drámaíró, esszéista és novellaíró volt.

## Életrajza
1938-ban született Bázelben, és hosszú évekig Zürichben élt Widmer németet, franciát és történelmet tanult a bázeli és a montpellier-i egyetemen. Doktori tanulmányai befejezése után rövid ideig szerkesztőként dolgozott a Suhrkamp Verlagnál, de az 1968-as Lektoren-Aufstand („szerkesztői lázadás”) idején elhagyta a kiadóvállalatot.
Roman Bucheli, a Neue Zürcher Zeitung irodalmi szerkesztője 2014-ben azt mondta, hogy:
„Widmer kétségkívül az egyik legjelentősebb és legsokoldalúbb tehetség, aki jelenleg a kortárs német nyelvű irodalomban tevékenykedik, és egyben az egyik legsikeresebb is. Eladásai mindig magas öt számjegyűek”.

## Művei

### Próza
- Alois, elbeszélés, Diogenes, Zürich 1968.
- Die Amsel im Regen im Garten, elbeszélés, Diogenes, Zürich 1971.
- Die Forschungsreise, Kalandregény, Diogenes, Zürich 1974.
- Schweizer Geschichten, Hallwag, Bern 1975.
- Die gelben Männer, regény, Diogenes, Zürich 1976.
- Vom Fenster meines Hauses aus Diogenes, Zürich 1977.
- Hand und Fuss Moon Press, Den Haag 1978 (Miniaturbuch).
- Shakespeares Geschichten. Band 2. Stücke von Shakespeare nacherzählt, Diogenes, Zürich 1978.
- Fotos (= Pa-ra-bü. Band 25), Patio Frankfurt am Main 1980.
- Das Urs-Widmer-Lesebuch, Diogenes, Zürich 1980.
- Das enge Land, regény, Diogenes, Zürich 1981.
- Liebesnacht, elbeszélés, Diogenes, Zürich 1982.
- Die gestohlene Schöpfung. Ein Märchen, Diogenes, Zürich 1984.
- Indianersommer, elbeszélés, Diogenes, Zürich 1985.
- Das Verschwinden der Chinesen im neuen Jahr, Diogenes, Zürich 1987.
- Auf, auf, ihr Hirten! Die Kuh haut ab! Kolumnen. Diogenes, Zürich 1988.
- Der Kongreß der Paläolepidopterologen, regény, Diogenes, Zürich 1989.
- Das Paradies des Vergessens, elbeszélés, Diogenes, Zürich 1990.
- Der blaue Siphon, elbeszélés, Diogenes, Zürich 1992.
- Liebesbrief für Mary, elbeszélés, Diogenes, Zürich 1993.
- Im Kongo, regény, Diogenes, Zürich 1996.
- Vor uns die Sintflut, történetek, Diogenes, Zürich 1998.
- Das Buch der Albträume, Hannes Binder(wd) rajzaival, Sanssouci bei Nagel & Kimche, Zürich 2000.
- Der Geliebte der Mutter, regény, Diogenes, Zürich 2000.
- Das Buch des Vaters, regény, Diogenes, Zürich 2004.
- Ein Leben als Zwerg, Diogenes, Zürich 2006.
- Valentin Lustigs Pilgerreise. Bericht eines Spaziergangs durch 33 seiner Gemälde, Diogenes, Zürich 2008.
- Herr Adamson, regény, Diogenes, Zürich 2009.
- Stille Post. Kleine Prosa, Diogenes, Zürich 2011.
- Reise an den Rand des Universums. Autobiografie. Diogenes, Zürich 2013, ISBN 978-3-257-06868-9

### Dráma
- Die lange Nacht der Detektive, Krimijáték három felvonásban, a szerző előszavával, Diogenes, Zürich 1973, ISBN 3-257-20117-6. Előadási jogok: Verlag der Autoren, Frankfurt am Main 1973. UA: Dezember 1973 Basel.
- Nepal. Stück in der Basler Umgangssprache Frankfurt am Main 1976.
- Stan und Ollie in Deutschland. Frankfurt am Main 1979.
- Züst oder Die Aufschneider. Frankfurt am Main 1979.
- Dr neu Noah. Frankfurt am Main 1984.
- Alles klar. Stan und Ollie in Deutschland. Frankfurt am Main 1988.
- Jeanmaire(wd). Ein Stück Schweiz. Frankfurt am Main 1992.
- Der Sprung in der Schüssel. Frölicher – ein Fest. Frankfurt am Main 1992.
- Sommernachtswut, Frankfurt am Main 1993.
- Top Dogs, Frankfurt am Main 1996.
- Die schwarze Spinne, nach der Novelle von Jeremias Gotthelf(wd) und Sommernachtswut, eine Paraphrase auf Shakespeares Sommernachtstraum. Beide erschienen in dem Textbuch: Die schwarze Spinne – Sommernachtswut: Zwei Stücke. Verlag der Autoren, Frankfurt am Main 1998, ISBN 978-3-88661-202-4.
- Münchhausens Enkel. Uraufführung, 2012, Zürich.[6]
- Das Ende vom Geld. Uraufführung, 24. März 2012, Staatstheater Darmstadt
- König der Bücher. Komödie. Verlag der Autoren, Frankfurt am Main 2014. Uraufführung Theater Rigiblick, Zürich 2014

### Magyarul megjelent
- Anyám szeretője; ford. Almássy Ágnes; Mérték, Budapest, 2005
- Apám könyve; ford. Almássy Ágnes; Mérték, Budapest, 2005
- A kék szifon; ford. Kurdi Imre; Bookart, Csíkszereda, 2012 (Svájci írók)
- Valentin Lustig zarándoklata. Beszámoló egy 33 képen át tett sétáról a festő szerzőhöz intézett leveleivel; ford. Hajdú Farkas-Zoltán; Bookart, Csíkszereda, 2019

## Díjai
- 1977 Hörspielpreis der Kriegsblinden, Fernsehabend
- 1992 Preis der SWR-Bestenliste
- 1997 Mülheimer Dramatikerpreis, Top Dogs
- 1998 Heimito von Doderer Prize
- 2001 Bertolt Brecht Literature Prize
- 2002 Großer Literaturpreis der Bayerischen Akademie der Schönen Künste[4]
- 2013 Friedrich Hölderlin Prize[4]

## Fordítás
- Ez a szócikk részben vagy egészben  az   Urs Widmer című angol Wikipédia-szócikk fordításán alapul.  Az eredeti cikk szerkesztőit annak laptörténete sorolja fel. Ez a jelzés csupán a megfogalmazás eredetét és a szerzői jogokat jelzi, nem szolgál a cikkben szereplő információk forrásmegjelöléseként.